# Patinação artística nos Jogos da Boa Vontade de 1994
As competições de patinação artística nos Jogos da Boa Vontade de 1994 foram disputadas em São Petersburgo, Rússia, entre 23 de julho e 7 de agosto de 1994.

## Medalhistas
| Evento                          | Ouro                                          | Prata                                    | Bronze                                         | Ref.  |
| Individual masculino (detalhes) | Alexei Urmanov · Rússia                       | Todd Eldredge · Estados Unidos           | Philippe Candeloro · França                    | [ 1 ] |
| Individual feminino (detalhes)  | Surya Bonaly · França                         | Michelle Kwan · Estados Unidos           | Maria Butyrskaya · Rússia                      | [ 1 ] |
| Duplas (detalhes)               | Natalia Mishkutenok · Artur Dmitriev · Rússia | Marina Eltsova · Andrei Bushkov · Rússia | Evgenia Shishkova · Vadim Naumov · Rússia      | [ 1 ] |
| Dança no gelo (detalhes)        | Irina Romanova · Igor Yaroshenko · Ucrânia    | Irina Lobacheva · Ilia Averbukh · Rússia | Ekaterina Svirina · Sergei Sakhnovski · Rússia | [ 1 ] |

## Resultados

### Individual masculino
| Pos.              | Nome                   | Nacionalidade  |
| ----------------- | ---------------------- | -------------- |
| Medalha de ouro   | Alexei Urmanov         | Rússia         |
| Medalha de prata  | Todd Eldredge          | Estados Unidos |
| Medalha de bronze | Philippe Candeloro     | França         |
| 4                 | Viacheslav Zagorodniuk | Ucrânia        |
| 5                 | Oleg Tataurov          | Rússia         |
| 6                 | Michael Weiss          | Estados Unidos |
| 7                 | Aren Nielsen           | Estados Unidos |
| 8                 | Alexei Yagudin         | Rússia         |

### Individual feminino
| Pos.              | Nome               | Nacionalidade  |
| ----------------- | ------------------ | -------------- |
| Medalha de ouro   | Surya Bonaly       | França         |
| Medalha de prata  | Michelle Kwan      | Estados Unidos |
| Medalha de bronze | Maria Butyrskaya   | Rússia         |
| 4                 | Olga Markova       | Rússia         |
| 5                 | Marie-Pierre Leray | França         |
| 6                 | Irina Slutskaya    | Rússia         |
| 7                 | Nicole Bobek       | Estados Unidos |
| 8                 | Elaine Zayak       | Estados Unidos |

### Duplas
| Pos.              | Nome                                 | Nacionalidade  |
| ----------------- | ------------------------------------ | -------------- |
| Medalha de ouro   | Natalia Mishkutenok / Artur Dmitriev | Rússia         |
| Medalha de prata  | Marina Eltsova / Andrei Bushkov      | Rússia         |
| Medalha de bronze | Evgenia Shishkova / Vadim Naumov     | Rússia         |
| 4                 | Elena Berezhnaya / Oleg Shliakhov    | Letônia        |
| 5                 | Stephanie Stiegler / Lance Travis    | Estados Unidos |
| 6                 | Calla Urbanski / Rocky Marval        | Estados Unidos |
| 7                 | Maria Petrova / Anton Sikharulidze   | Rússia         |

### Dança no gelo
| Pos.              | Nome                                  | Nacionalidade  |
| ----------------- | ------------------------------------- | -------------- |
| Medalha de ouro   | Irina Romanova / Igor Yaroshenko      | Ucrânia        |
| Medalha de prata  | Irina Lobacheva / Ilia Averbukh       | Rússia         |
| Medalha de bronze | Ekaterina Svirina / Sergei Sakhnovski | Rússia         |
| 4                 | Elena Grushina / Ruslan Goncharov     | Ucrânia        |
| 5                 | Anna Semenovich / Maxim Kachanov      | Rússia         |
| 6                 | Tamara Kuchiki / Neale Smull          | Estados Unidos |

## Quadro de medalhas
| Ordem | País           | Medalha de ouro | Medalha de prata | Medalha de bronze |    | Ordem por total |
| ----- | -------------- | --------------- | ---------------- | ----------------- | -- | --------------- |
| 1     | Rússia         | 2               | 2                | 3                 | 7  | 1               |
| 2     | França         | 1               |                  | 1                 | 2  | 2               |
| 3     | Ucrânia        | 1               |                  |                   | 1  | 4               |
| 4     | Estados Unidos |                 | 2                |                   | 2  | 2               |
| TOTAL | TOTAL          | 4               | 4                | 4                 | 12 | —               |